# Pierre Lurçat
Pour les articles homonymes, voir Landau et Lurçat.
Compléments
Site internet : pierrelurcat.com 
Blog officiel : vudejerusalem.over-blog.com
Pierre Lurçat ou Pierre Itshak Lurçat, né le 7 février 1967 à Princeton (États-Unis), est un essayiste néoconservateur et traducteur franco-israélien. Il a publié plusieurs livres, dont deux essais sur l'islamisme sous le nom de plume de Paul Landau.
Ancien dirigeant du Tagar, il est réputé fondateur en 2001 de la branche française de la Jewish Defense League.

## Biographie
Diplômé de l'ESSEC en 1991, avocat de profession, Pierre Lurçat travaille surtout dans le domaine de l'écriture.
Il dirige dans les années 1990 le Tagar, branche étudiante du mouvement radical juif Betar, et part en Israël à 26 ans. Il revient en France à la fin de la décennie, pour repartir en Israël au milieu des années 2000.
Il signe des tribunes dans des périodiques français, notamment Causeur et Valeurs actuelles.

## Réception de ses ouvrages

### Le Sabre et le Coran(sous le pseudonyme de Paul Landau)

#### Synopsis
Dans cet ouvrage publié en 2005, Paul Landau développe la thèse que l'islam reconquiert l'Europe. Après avoir retracé l'histoire de l'islamisme contemporain, il rejette la distinction faite entre les djihadistes disciples de Ben Laden et les « islamistes modérés », tels que Qaradawi ou Ramadan. Selon lui, ils relèvent de la même idéologie et des mêmes objectifs mais si les premiers ont choisi « le sabre », les suivants ont opté pour la prédication par « le Coran ».

#### Analyses
Pierre-André Taguieff présente Pierre Lurçat comme un « spécialiste de l'islamisme radical ».
Jean-Yves Camus classe Paul Landau parmi « les essayistes qui défendent l’idée de la confrontation civilisationnelle entre Islam et Occident judéo-chrétien mais au-delà, ce sont [selon lui] des néoconservateurs, y compris en matière de politique intérieure française, et leurs critiques épargnent aussi peu la droite institutionnelle que la gauche. »

### Jour de Sharav à Jérusalem
Kathie Kriegel recense cet ouvrage dans le Jerusalem Post, et écrit que « Lurçat n'est pas un portraitiste phraseur. C'est l'amour du peuple juif qui le porte et il est contagieux ».

### Israël, le rêve inachevé
L'universitaire Jean-Pierre Allali en fait une recension sur le site du CRIF (dont il est membre du bureau exécutif), qualifiant l'ouvrage de « travail intéressant [...] réflexion nécessaire et utile ».

### Seuls dans l'Arche, Israël, laboratoire du monde
Jean-Pierre Allali en fait une recension sur le site du CRIF, qualifiant l'ouvrage de « remarquable », et expliquant que « le judaïsme, parce qu’il a toujours prôné la fraternité et l’amour du prochain, peut offrir une piste de réflexion. D’une manière générale, il conviendra de réhabiliter l’État pour refonder la politique ».

## Polémiques

### Création de la Ligue de défense juive
Pierre Lurçat est réputé avoir fondé en 2001 la branche française de la Jewish Defense League, la Ligue de défense juive, peu avant d'effectuer son alya. Il s'en défend, arguant n'avoir aucun lien avec l'association et rappelant être installé en Israël depuis 1993. Lurçat n'aurait fondé qu'une association intitulée « Liberté, Démocratie et Judaïsme », mais le site de la Ligue de défense juive, créé en même temps, se rattache à l'association de Lurçat qui a déposé le nom de domaine. Pour étayer ses dires, StreetPress a mis en ligne une copie des actes de constitution.
Le site StreetPress avance que cette fondation se fait sous l'influence de l'idéologie prônée par le rabbin Meir Kahane, fondateur lui-même de la Jewish Defense League — notamment le rapprochement de la Ligue et des autres mouvements d'extrême droite (non antisémites) en France, notamment Génération identitaire, que Lurçat soutient ouvertement.
À la suite de la publication de l'enquête de StreetPress, Pierre Lurçat lui envoie des mails et courriers demandant le retrait de toutes les parties de l’enquête où son nom est cité. Devant son refus, il assigne StreetPress en justice mais est débouté le 30 septembre 2015 en référé par le tribunal de grande instance de Paris,
Selon Philippe Karsenty, un proche de Pierre Lurçat avec qui il cosigne régulièrement des articles dans Causeur et Valeurs actuelles, l'accusation est une « vaste blague », « avocat […] en Israël, il ne pourrait pas exercer s’il était dans une organisation interdite. »

### Affaire Mohammed al-Durah
En 2002, Charles Enderlin et France 2 poursuivent Pierre Lurçat en diffamation à cause d'un texte publié sur le site liguededefensejuive.com qui appelait à participer le 2 octobre 2002 à la remise du « Prix de la désinformation » (« rebaptisé "Prix Goebbels", sans qu'on puisse savoir l'origine de cette appellation ») à France 2 et à Charles Enderlin pour leur rôle dans l'affaire Mohammed al-Durah.
Le site StreetPress affirme également que Lurçat est à l'initiative de ce prix, remis en présence notamment de l'« Association pour le Bien-Être du Soldat Israélien », composée d'anciens du Betar. La journaliste du Jerusalem Post Caroline Glick (en) affirme également que Pierre Lurçat était bien l'organisateur de la manifestation du 2 octobre 2006.
Enderlin et France 2 sont déboutés le 28 novembre 2006 par la XVIIe chambre du tribunal de grande instance de Paris, sans examen du fond des propos incriminés.

### Caroline Fourest
En 2010, dans son ouvrage Libres de le dire, rapportant ses conversations avec Taslima Nasreen, Caroline Fourest qualifie de « délire » l'article signé Paul Landau titré « Le tournant eurabien de Caroline Fourest » (cité par Taguieff dans La Nouvelle Propagande antijuive), où selon elle Lurçat l'accuse d'être vendue au « lobby arabe » via sa participation à la fondation Anna Lindh.
Dans une interview à Conspiracy Watch, Caroline Fourest explique son point de vue quant aux motivations de Pierre Lurçat et de Riposte Laïque dans leurs attaques à son encontre, ainsi que sur l'idéologie qu'ils défendent avec Bat Ye'or. Elle se justifie également avoir dévoilé à l'époque que Pierre Lurçat était derrière le pseudonyme de Paul Landau pour le forcer à « assumer d’où il parle [:] c’est un avocat israélien très à droite. Même s’il s’en défend, il a été très proche de la Ligue de défense juive, une organisation à côté de qui le Bétar fait figure d’organisation gauchiste… »

## Publications

### Livres
- Pierre Lurçat (préf. Josy Eisenberg), Préceptes de vie issus de la sagesse juive, Paris, Presses du Châtelet, coll. « Préceptes de vie », 2001, 157 p.textes rassemblés et présentés par l'auteur de l'ouvrage. Réédition : Éditions du Seuil, coll. Points Sagesses no 181, Paris, 2003 (présentation en ligne) (ISBN 2-02-054179-3) (BNF 38991565).
- Paul Landau, Le Sabre et le Coran : Tariq Ramadan et les Frères musulmans à la conquête de l'Europe, Monaco / Paris, Éditions du Rocher, 2005, 230 p. (ISBN 2-268-05317-2, BNF 39924949, présentation en ligne).
- Paul Landau, Pour Allah jusqu'à la mort : Enquête sur les convertis à l'islam radical, Monaco et Paris, Éditions du Rocher, 2008, 297 p., 297 p. (ISBN 978-2-268-06640-0, BNF 41330762, présentation en ligne).
- Pierre Lurçat, Jour de Sharav à Jérusalem, Jérusalem, Éditions L'Éléphant, 2013, 137 p.
- Pierre Lurçat, La Trahison des clercs d'Israël, Paris, La Maison d'édition, 2016, 180 p. (présentation en ligne).
- Pierre Lurçat, Israël, le rêve inachevé : Quel État pour le peuple juif ?, Paris, Max Chaleil, Éditions de Paris, 2018 (présentation en ligne).
- Pierre Lurçat, Vis et Ris!, Éditions L'Éléphant, 2020.
- Pierre Lurçat, Les mythes fondateurs de l'antisionisme contemporain, Éditions L'Éléphant, 2021.

### Traductions
- Barry Chamish (en), Qui a tué Itshak Rabin ?, traduit de l'anglais par Pierre Lurçat, éditions François-Xavier de Guibert, Paris, 1999, 187 p.  (ISBN 2-86839-593-7) (BNF 37042422) — Titre original anglais : Who murdered Yitzhak Rabin?
- Vladimir Zeev Jabotinsky, Histoire de ma vie, traduit de l’hébreu par Pierre I. Lurçat, Paris, éditions Les Provinciales, 2011 (Présentation en ligne).
- Vladimir Zeev Jabotinsky, La rédemption sociale, Eléments de philosophie sociale de la Bible hébraïque, 2021.
- Vladimir Zeev Jabotinsky, Questions autour de la tradition juive: Suivi de : État et religion dans la pensée du “Rosh Betar”, traduit de l'hébreu par Pierre Lurçat, La Bibliothèque sioniste, 2021.
- Golda Meir, La maison de mon père, Souvenirs de jeunesse, Éditions l'Éléphant, coll. "La Bibliothèque sioniste", 2022.